# C. C. Pyle
Charles C. Pyle (né le 25 mars 1882 en Ohio, mort le 3 février 1939 à Los Angeles) est un propriétaire de théâtre et agent de sportifs américain. Il a été parfois surnommé "Cash and Carry" Pyle.
Il a représenté le footballeur américain Red Grange et la joueuse de tennis française Suzanne Lenglen.
Grange est devenu une star de la National Football League après avoir signé avec lui en 1925. Pyle a été également l'agent du joueur de tennis Howard Kinsey.
Pyle a lancé l'idée en 1928 d'une course transaméricaine, afin de promouvoir la route U.S. Route 66 qui venait d'être construite et n'était pas encore connue.
Une pièce basée sur sa vie,  C.C. Pyle and the Bunion Derby,  a été écrite par Michael Cristofer et dirigée par Paul Newman.